# Setantops seminiger
Setantops seminiger là một loài tò vò trong họ Ichneumonidae.